# 吉田嘉三郎
吉田 嘉三郎（よしだ かさぶろう、1861年 - 1894年9月6日）は、日本の洋画家、教育者。

## 経歴
豊前国下毛郡（現・大分県中津市）で、代々中津藩の御用絵師を務めた晴野家に生まれる。幼少の頃より日本画を学び、中津市学校卒業後、1877年に京都の田村宗立が主宰する明治画学館に入門。
1881年第2回内国勧業博覧会に大分県を代表する洋画家として出品し、同年帰郷して母校中津市学校の助教諭となる。これと時期を前後して吉田家の養子となる。1882年第1回内国絵画共進会、1884年第2回内国絵画共進会に出品。
中津市学校廃止により、1886年上京し、本多錦吉郎の西洋画塾彰技堂に入門するが、同年9月福岡県尋常師範学校の助教諭に着任。翌1887年5月（1889年3月との記載もあり）福岡県立尋常中学修猷館の美術の助教諭に着任（1892年8月まで勤務）。1891年同校の教え子であった上田博を養子に迎える（吉田博となる）。
代表作に『海魚図』（油彩）、『婦人図』（油彩）（ともに制作年不明）。著書に『新定習画帖』（吉岡宝文軒、1888年）、『大成習画帖』（吉岡宝文軒、1889年）などの教科書がある。
妻るいとの間に、一男（正男）四女（伊和、美智、ふじを、あぐり）があり、後に三女ふじおが吉田博と結婚し女流画家となる。1894年に33歳で死去。